# Partick Thistle Women's Football Club
Maillots
Actualités
Le Partick Thistle Women's Football Club est un club féminin de football écossais basé à Glasgow. C'est la section féminine du Partick Thistle FC.

## Histoire
Le club est fondé en 2013 sous le nom de Thistle Weir Ladies. En 2018, il finit troisième de SWFL1 South (D3), mais profite du fait que les deux premières équipes, les équipes de jeunes d'Hibernian et du Celtic, ne peuvent pas être promues, pour rejoindre la deuxième division.
En 2020, Brian Graham, par ailleurs attaquant de la section masculine, devient l'entraîneur du PTWFC. Un autre joueur des Jags, le défenseur Richard Foster, est nommé adjoint.
En 2021, Forfar Farmington se retire du championnat écossais par manque de joueuses, et Partick Thistle, qui avait terminé troisième de SWPL2 la saison précédente, est donc promu en première division.
Lors de la saison 2022-2023, Partick Thistle termine la première partie du championnat dans la première moitié du classement, ce qui lui offre une place dans le groupe qui dispute le titre. Les Jags finissent à la sixième place.

## Palmarès
- Coupe de la Ligue écossaise féminine
  - Finaliste : 2024